# Im Emscherbruch, nördlich des Ewaldsees
Das Naturschutzgebiet Im Emscherbruch, nördlich des Ewaldsees liegt auf dem Gebiet der Stadt Gelsenkirchen in Nordrhein-Westfalen.
Das etwa 31,5 ha große Gebiet wurde im Jahr 1997 unter der Schlüsselnummer GE-011 unter Naturschutz gestellt. Es erstreckt sich westlich der Hertener Kernstadt am südöstlichen Rand von Resse, einem Stadtteil von Gelsenkirchen. Südlich des Gebietes verläuft die A 2 und östlich die Landesstraße 644. Südöstlich erstreckt sich der 13 ha große Ewaldsee.